# Patrick McCaw
Patrick Andrew McCaw (St. Louis, 25 ottobre 1995) è un cestista statunitense.

## Carriera

### NBA

#### Golden State Warriors (2016-2018)
Dopo aver frequentato per due anni l'Università di Nevada-Las Vegas, si rese eleggibile per il Draft NBA 2016, che si svolse al Barclays Center di Brooklyn il 23 giugno, durante il quale venne scelto con la trentottesima scelta assoluta dai Milwaukee Bucks. Più tardi venne mandato ai Golden State Warriors. Andò a giocare così in una seria contendente per il titolo, in cui trovò immediatamente spazio, giocando 71 partite su 82, di cui 20 da titolare, alternandosi nei ruoli di ala piccola e guardia. Nei playoffs sostituì Kevin Durant nel ruolo di AP titolare e si rivelò importante in fase difensiva in gara-2 al primo turno contro i Portland Trail Blazers. Vinse l'anello a fine stagione in cinque gare contro i Cleveland Cavaliers.
Nella stagione 2017-18 giocò 57 partite prima di infortunarsi il 31 marzo 2018 dopo un contatto con Vince Carter; quel contatto pose fine alla sua stagione, impedendogli di disputare i playoffs. Nella post-season vinse (seppur senza mai giocare nelle finali) nuovamente l'anello con i Golden State Warriors in quattro gare e anche questa volta contro i Cleveland Cavaliers.
Alla fine della stagione rimase free agent rifiutando una qualifying offer da parte degli Warriors di 1,7 milioni di dollari, diventando restricted free agent.

#### Cleveland Cavaliers (2018-2019)
Il 29 dicembre 2018 si trasferì ai Cleveland Cavaliers, con cui firmò un contratto biennale (non garantito) da 6 milioni di dollari complessivi; il trasferimento venne ufficializzato 2 giorni dopo visto che gli Warriors (che ne ebbero la possibilità) non pareggiarono l'offerta. Tuttavia la sua avventura a Cleveland durò pochi giorni in quanto il 5 gennaio (dopo sole 3 gare disputato coi Cavs) venne tagliato dalla franchigia dell'Ohio.

#### Toronto Raptors (2019-)
Il 12 gennaio 2019 si accorda con i Toronto Raptors. Tra l'altro questo passaggio di squadra fu controverso in quanto si pensava che i Cavs avessero violato le norme dei contratti collettivi. A fine anno arrivò per la terza volta alle NBA Finals dove affrontò proprio i Golden State Warriors; lui giocò poco, ma i canadesi vinsero l'anello in 6 gare: in questo modo McCaw diventò il primo giocatore a vincere 3 titoli consecutivi (trattasi di three-peat) dai tempi dei Lakers di Kobe Bryant e Shaquille O'Neal al termine dei playoffs 2002, oltre a essere diventato il terzo giocatore a vincere 3 titoli consecutivi con 2 squadre diverse dai tempi di Steve Kerr (tra l'altro suo ex allenatore a Golden State) e Frank Saul, e il settimo giocatore ad avere vinto il titolo in ognuno dei suoi primi 3 anni di carriera.

## Statistiche
| † | Denota una stagione in cui ha vinto il titolo |

### College
| Anno      | Squadra        | PG | PT | MP   | TC%  | 3P%  | TL%  | RP  | AP  | PRP | SP  | PP   |
| --------- | -------------- | -- | -- | ---- | ---- | ---- | ---- | --- | --- | --- | --- | ---- |
| 2014-2015 | UNLV R. Rebels | 32 | 16 | 29,6 | 40,2 | 36,8 | 71,4 | 3,3 | 2,7 | 1,5 | 0,3 | 9,6  |
| 2015-2016 | UNLV R. Rebels | 33 | 32 | 33,7 | 46,5 | 36,6 | 77,4 | 5,1 | 3,9 | 2,5 | 0,4 | 14,7 |
| Carriera  | Carriera       | 65 | 48 | 31,7 | 43,9 | 36,7 | 75,3 | 4,2 | 3,3 | 2,0 | 0,4 | 12,2 |

### NBA

#### Regular Season
| Anno       | Squadra             | PG  | PT | MP   | TC%  | 3P%  | TL%  | RP  | AP  | PRP | SP  | PP  |
| ---------- | ------------------- | --- | -- | ---- | ---- | ---- | ---- | --- | --- | --- | --- | --- |
| 2016-2017† | G.S. Warriors       | 71  | 20 | 15,1 | 43,3 | 33,3 | 78,4 | 1,4 | 1,1 | 0,5 | 0,2 | 4,0 |
| 2017-2018† | G.S. Warriors       | 57  | 10 | 16,9 | 40,9 | 23,8 | 76,5 | 1,4 | 1,4 | 0,8 | 0,2 | 4,0 |
| 2018-2019† | Cleveland Cavaliers | 3   | 0  | 17,7 | 22,2 | 25,0 | 0,0  | 1,0 | 0,7 | 0,7 | 0,0 | 1,7 |
| 2018-2019† | Toronto Raptors     | 26  | 1  | 13,2 | 44,4 | 33,3 | 86,7 | 1,7 | 1,0 | 0,8 | 0,1 | 2,7 |
| 2019-2020  | Toronto Raptors     | 37  | 12 | 27,5 | 41,4 | 32,4 | 72,2 | 2,3 | 2,1 | 1,1 | 0,1 | 4,6 |
| 2020-2021  | Toronto Raptors     | 5   | 0  | 6,6  | 100  | -    | 100  | 0,6 | 0,8 | 0,4 | 0,0 | 1,0 |
| Carriera   | Carriera            | 199 | 43 | 16,9 | 42,0 | 30,5 | 78,5 | 1,6 | 1,4 | 0,7 | 0,2 | 3,8 |

#### Play-off
| Anno     | Squadra         | PG | PT | MP   | TC%  | 3P%  | TL%  | RP  | AP  | PRP | SP  | PP  |
| -------- | --------------- | -- | -- | ---- | ---- | ---- | ---- | --- | --- | --- | --- | --- |
| 2017†    | G.S. Warriors   | 15 | 3  | 12,1 | 43,8 | 34,8 | 84,6 | 2,2 | 1,1 | 0,6 | 0,2 | 4,1 |
| 2018†    | G.S. Warriors   | 6  | 0  | 2,7  | 50,0 | 0,0  | 100  | 0,5 | 0,0 | 0,3 | 0,0 | 0,7 |
| 2019†    | Toronto Raptors | 11 | 0  | 4,4  | 20,0 | 33,3 | 100  | 0,3 | 0,4 | 0,2 | 0,0 | 0,5 |
| Carriera | Carriera        | 32 | 3  | 7,7  | 41,8 | 33,3 | 88,2 | 1,2 | 0,6 | 0,4 | 0,1 | 2,2 |

### G League
| Anno      | Squadra         | PG  | PT | MP   | TC%  | 3P%  | TL%  | RP  | AP  | PRP | SP  | PP   |
| --------- | --------------- | --- | -- | ---- | ---- | ---- | ---- | --- | --- | --- | --- | ---- |
| 2016-2017 | S.C. Warriors   | 2   | 2  | 35,4 | 34,6 | 20,0 | 83,3 | 4,0 | 4,5 | 1,0 | 1,0 | 12,5 |
| 2017-2018 | S.C. Warriors   | 2   | 2  | 29,2 | 36,7 | 20,0 | 100  | 4,5 | 3,5 | 1,5 | 0,0 | 14,0 |
| 2021-2022 | Del. Blue Coats | 17  | 9  | 25,5 | 41,8 | 33,3 | 71,4 | 3,6 | 2,2 | 1,4 | 0,5 | 6,1  |
| 2022-2023 | Del. Blue Coats | 44  | 7  | 24,2 | 44,5 | 35,9 | 77,8 | 2,7 | 2,2 | 1,5 | 0,2 | 7,0  |
| 2023-2024 | Del. Blue Coats | 44  | 7  | 25,4 | 49,8 | 37,1 | 68,4 | 3,1 | 2,5 | 1,1 | 0,3 | 6,8  |
| Carriera  | Carriera        | 109 | 27 | 25,2 | 45,3 | 35,0 | 75,9 | 3,1 | 2,4 | 1,3 | 0,3 | 7,0  |

## Palmarès

### NBA
- Campionato NBA: 3

Golden State Warriors: 2017, 2018
Toronto Raptors: 2019